# Harpalus laevipes
Harpalus laevipes es una especie de escarabajo del género Harpalus, familia Carabidae. Fue descrita científicamente por Zetterstedt en 1828.
Habita en Irlanda, Gran Bretaña, Dinamarca, Noruega, Suecia, Finlandia, Francia, Bélgica, Países Bajos, Alemania, Suiza, Austria, Chequia, Eslovaquia, Hungría, Polonia, Estonia, Letonia, Lituania, Bielorrusia, Ucrania, España, Italia, Eslovenia, Croacia, Bosnia y Herzegovina, Yugoslavia, Macedonia del norte, Albania, Grecia, Bulgaria, Rumania, Turquía, Georgia, Azerbaiyán, Kazajistán, China, Corea del Norte, Corea del Sur, Japón, Estados Unidos, Canadá, Rusia, Mongolia y Alaska.
Mide 9.5–12 milímetros (0,37–0,47 pulgadas) de largo. Se encuentra en morrenas pedregosas y suelos poco profundos. También se puede encontrar bajo piedras, arbustos herbáceos bajos y calizas. La especie está bastante equipada para el estilo de vida en las montañas. Se alimenta de especies de Calluna.